# Theodore Sturgeon
Theodore Sturgeon, ursprungligen Edward Hamilton Waldo, född 26 februari 1918 på Staten Island, New York, död 8 maj 1985 i Eugene, Oregon, var en amerikansk fantasy- och science fiction-författare. Han var mest produktiv under 1940- och 1950-talen, men skrev enstaka noveller även under 1960-talet och i sin återkomst under första hälften av 1970-talet. Främst novellist skrev han också ett antal romaner, av vilka minst en är en betydande klassiker.
Sturgeon debuterade 1939-1940 i John W. Campbells båda tidskrifter Unknown och Astounding. Theodore Sturgeon hade vad som på engelska kallas "style", med vilket menas att han var en utpräglat litterär författare i en genre där det var gott om bra skribenter, men där få uppvisade utpräglad stilistisk begåvning. "Sturgeons författarskap var särpräglat. Hans udda karaktärer var mer trovärdiga och hans prosa mer omsorgsfullt utmejslad. Han var en författarnas författare." Han var också en författare mer intresserad av psykologi, gärna just avvikande människors psyken, av sexualitet och av kulturfrågor, än av tekniska framsteg. 
Hans ställning redan tidigt illustreras av det förord som Ray Bradbury skrev när Sturgeons första bok kom ut, novellsamlingen Without Sorcery (1948). Det var en inbunden bok, vilket var mycket ovanligt inom science fiction långt in på 1950-talet. Bradbury skrev:
Kanske det bästa sätt jag kan berätta för er vad jag tycker om Theodore Sturgeons berättelser är att beskriva med vilket starkt intresse jag 1940 klöv varje Sturgeonsk historia på mitten och plockade ut dess inälvor för att se vad det var som fick den att fungera. Vid den tiden hade jag ännu inte sålt någon novell. Jag var 20. Jag var febrilt inriktad på de framgångsrika författarnas stora hemligheter. Jag såg på Sturgeon med en hemlig och gnagande svartsjuka. Och Svartsjukan är, måste erkännas, det säkraste tecknet en författare kan ha som berättar för honom om en annan författares överlägsenhet.
Några år efter att han skrivit detta fick Ray Bradbury sitt genombrott medan Sturgeon fick uppskattning endast bland science fiction-författare, kritiker och läsare. Sturgeons roman More Than Human erhöll priset International Fantasy Award 1954. Detta pris utdelades 1951–1957 och bland andra prismottagare kan nämnas Clifford Simak för hans Websters värld och J.R.R. Tolkien för Sagan om ringen. Det är möjligt att Sturgeons berömmelse utanför science fiction-området utvecklats annorlunda om Orson Welles lyckats genomföra sitt projekt att filmatisera More Than Human under 1950-talet.

## Biografi

### Uppväxt
Edward Hamilton Waldo, som Sturgeon hette under sina tidigare år, föddes i St. George, Staten Island, New York. Hans far hade holländskt och franskt ursprung, och hans mor var en kanadensisk-engelsk poet och litteraturlärare. På faderns sida fanns ett starkt protestantiskt-religiöst tryck med många biskopar och präster, men unge Edward och hans bror Peter började vid tolv års ålder skolka från söndagsgudstjänsten och i stället läsa humormagasinet Ballyhoo, för att sen fantasifullt berätta om den predikan de hört när de kom hem. Fadern lämnade hemmet när Edward var fem och det blev skilsmässa när sonen var nio. In i bilden kom 1929 en styvfar, som varit lärare i engelska i skotska skolor. Edwards skolgång var problemfylld. Inte minst för att han klent byggd utsattes han för mobbning, sedan familjen flyttat till Philadelphia. Han var nu 12 år och hans mor tvingade honom bära kortbyxor, vilket ingen annan bar just där och då. Den blonde pojken kompenserade dock genom att börja ägna sig åt gymnastik, och efter intensiv träning på hade han byggt på sin bröstmuskulatur betydligt. Andra året var han kapten för gymnastikteamet, och drömde om att bli cirkusakrobat på Barnum & Bailey's cirkus. Men när han var femton diagnosticerades han med reumatisk feber och fick lägga gymnastiken på hyllan. I protest klädde han sig besynnerligt och misskötte skolan än mer.
Styvfadern som var universitetslärare förbjöd pojkarna lyssna på radio, det nya underhållningsmediet, och tvingade dem att dagligen sitta i hans bibliotek och läsa. Edward kom här att läsa H. G. Wells' The Time Machine och Jules Verne. Det rebelliska visade sig dock fortfarande i att när styvpappan erbjöd sig att förklara vad som helst i vad de läst, bad Edward honom förklara ordet "orgy". Trots en hel del oenigheter var dock styvfadern behjälplig vid namnbytet. Edward hade alltid velat bli kallad Ted och styvpappan hette Sturgeon i efternamn. Så vid dopet antog pojken med godkännande namnet Theodore Hamilton Sturgeon. Det kan också nämnas att Theodore, mot styvfaderns uttryckliga förbud, redan runt 1930 börjat läsa de tidiga science fiction-magasinen som Amazing Stories och Astounding Stories och det mer skräckorienterade Weird Tales.
Efter skolan fick Theodore ekonomisk hjälp av sin "grandmother" att söka in på Penn Nautical School. Disciplinen var hård; han stod ut tills han fyllde 17, och gick då till sjöss. Det var under dessa tre år till sjöss (1935-38) som Theodore Sturgeon började skriva. Hans debut var en mycket kort novell om ekonomiska bedrägligheter som McClure's Syndicate köpte 1937 och sålde vidare till breda marknader, liksom fyrtio noveller under kommande år. Ingen av dessa var fantasy eller science fiction. De visar dock på Sturgeons återkommande tendens. När han skrev skrev han flytande och snabbt, men mellan dessa perioder kom att ligga perioder av plågad skrivkramp. En anekdot som berättas av trovärdiga källor, berättar om hur Sturgeon klagade över idétorka så jämrande att Robert Heinlein skickade honom ett brev med en serie novellidéer, av vilka två sägs ha blivit skrivna.
Den första science fiction-novellen Helix the Cat blev aldrig publicerad och uppges vara försvunnen, men 1939 höll en bekant upp ett nummer av det nya fantasymagasinet Unknown och sade till honom att det var sådant här han borde skriva. Sturgeon började skriva fantasy, vilket gav honom de första kontakterna med redaktören John W. Campbell, även nybliven redaktör för Astounding Stories. Sturgeon hade gått i land för en tid. 

### 1940-talet
Sturgeons litterära intressen var, oavsett hans bristande formella skolning, underbyggda av tidig läsning av de mest kända science fiction-magasinen, men också Lord Dunsanys noveller och av Lewis Carroll. Han hade skrivit poesi tidigt och beundrade William Blake och William Morris.
Debuten skedde i Astounding Stories i sept 1939 med Ether Breather. Emellertid hade han börjat med att skriva för Campbells nystartade Unknown och den första novell han sålde hit var den föga kända The God in the Garden. Honoraret fick honom dock att lämna sjön. Under skrivandet avbröt han det hela, dock, och skrev på fyra timmar i ett hypnotiskt tillstånd novellen Bianca's Hands om en man så förälskad i en debil flickas vackra händer att han gifter sig med henne vilket slutar med att hon stryper honom. Ingen ville publicera novellen, och en redaktör sade att han aldrig ville köpa något av en skribent kapabel att hitta på något sådant. Men den brittiska reguljära litteraturtidskriften Argosy i England utlyste sju år senare en litterär tävling, varvid Sturgeon skickade sin novell, och Bianca's Hands vann första priset. Tvåa i den tävlingen kom Graham Greene. 
Sturgeon hade under tiden skrivit ett stort antal noveller, varvid han ibland i likhet med Robert Heinlein kunde ha två noveller i samma tidskriftsnummer, den ena då under pseudonym. Till de mest kända hörde It och Microcosmic God. It är urtypen för historien om hur något vaknar till liv ur slemmet i ett träsk och sprider fasa omkring sig. Microcosmic God handlar om vetenskapens makt att ge oss vad vi än vill ha, och blev så populär att det förtörnade Sturgeon själv som sade att den saknade "kadensen" i hans andra verk. Poker Face introducerade det sedermera flitigt använda temat – i TV främst – att det lever utomjordiska varelser bland oss utan att vi förstår det. 
Efter en kort och intensiv period som avsatte flera SF-klassiker än dessa (många finns samlade i de novellsamlingar av vilka de viktigare räknas upp i litteraturförteckningen) bröt Sturgeon upp med sin lika unga hustru och åkte till Västindien för att sköta ett hotell. Kort därefter bombade Japan Pearl Harbor och turistnäringen ställdes in. Sturgeon blev bulldozerförare på en armébas i Puerto Rico, vilket han älskade, men 1944 var kriget snart över och basen lades ner. Med två barn att försörja utnyttjade Sturgeon sina erfarenheter och skrev på nio dagar en ny stilbildare, Killdozer (1944), om hur en elektronisk varelse tar över en bulldozer och visar sig svår att besegra. Sturgeon fick 545 $ av Campbell, det största honorar han fått, och en mycket stor summa i den tidens penningvärde. Depression, skilsmässa och svårigheter att hitta en litterär agent skapade snart ett avbrott.
Campbell lyckades lotsa Sturgeon ur hans depression och ett av resultaten blev Mewhu's Jet. Den verkar först vara en traditionell berättelse om hur en utomjordisk varelse landar på Jorden i all teknologisk överlägsenhet, men det visar sig att varelsen är ett vilsekommet barn med en högteknologisk leksak. En kort tid försökte sig Sturgeon på att vara litterär agent, men så kom vinsten i Argosy med Bianca's Hands. I Thunder and Roses (nov. 1947) etablerade sig Sturgeon än mer. Novellen handlar om etik och inte politik. Fienden har anfallit med kärnvapen, och man diskuterar strike back-doktrinen. Därmed förebådar novellen femton år tidigare den diskussion som skulle bli en het potatis under 1962 med Kubakrisen, liksom Stanley Kubricks Dr. Strangelove eller: Hur jag slutade ängslas och lärde mig älska bomben,[källa behövs] (1964), fast novellen är mer sentimentalt hållen. Med en lång rad SF-klassiker i sin verklista, och med fantasynovellsamlingen Without Sorcery (1948) på 400 inbundna sidor och en hävd depression såg situationen åter lovande ut för den nu drygt trettioårige författaren.

### 1950-talet
Under 1950-talet var Sturgeon främst aktiv i de nystartade science fiction-tidskrifterna The Magazine of Fantasy and Science Fiction samt i synnerhet det av H. L. Gold startade och redigerade Galaxy Science Fiction, där han var en av de flitigast återkommande medarbetarna. Sturgeon framträdde nu än mer som en radikal och oppositionell ande med en novell som The World Well Lost (Galaxy 1953), om utomjordiska varelser försatta i exil från sin egen värld på grund av homosexualitet. Sturgeon var tillsammans med Philip José Farmer den författare som tydligast bröt emot 1950-talets sexuella tabun.
Sexualiteten var för Sturgeon något mer allomfattande än enbart det vi kallar sex. Hans berättelser upptog ofta teman om ensamhet och sökande efter gemenskap. En gång sade han: "Vad många inte inser är att den människa som älskar gamla skor verkligen älskar gamla skor." I novellen Bulkhead löses problemet med rymdfararens ensamhet med att han ges en förstående samtalspartner, som i sista raderna avslöjas vara han själv. I den mycket kända Saucer of Loneliness visar sig det flygande tefatet mitt i det misstänksamma USA vara flaskpost från en ensam själ ute nånstans i rymden, som skänker tröst åt en ensam kvinna. Andra noveller anslog mer konventionella teman av skräck eller humor.
Liknande teman präglade romanerna. I The Dreaming Jewels (1950, som The Synthetic Man 1957) rymmer en pojke från elaka styvföräldrar till en cirkus, i vars värld av udda och av omvärlden föraktade varelser han finner gemenskap och en ny värld. Romanen börjar med en drift med samtiden. Pojken skickas hem från skolan för att ha gjort något förbjudet och äckligt, och läsaren ska tro att det handlar om något sexuellt, men det gör det inte alls. Mest känd är den prisbelönta romanen More Than Human (1953) som består av tre berättelser, där den mittersta Baby Is Three först publicerades i Galaxy (1952). Dessa berättelser länkas samman i slutet där de sex socialt utstötta människor, som egentligen är psi-begåvade mutanter finner varandra i en telepatisk gemenskap, som också innebär att de inser att deras uppgift är att beskydda alla andra varelser också. Utkommen 1953 under Koreakriget gjorde romanens romantiska budskap om gemenskap starkt intryck, och den belönades också med tidens främsta pris inom genren The International Fantasy Award 1954. Ett liknande tema återfinns i kortromanen The Cosmic Rape (1958). 
Ett kanske mer oväntat genomslag fick More Than Human inom 1960-talets musikvärld, där bokens idé om en grupp sensitiva människor bildande en helhet större än delarna, en Homo Gestalt, kom att påverka och åberopas av grupper som Crosby, Stills, Nash and Young och The Grateful Dead.  Sturgeon bodde hemma hos Harlan Ellison en period mellan två av ett flertal äktenskap i 1960-talets senare hälft. Hans beskrivning av Sturgeon som privatperson är beskrivningen av en litterär hippie som helst går naken och gärna röker mer än bara tobak.
1950-talet avslutades med Venus Plus X (utgiven 1960) – en utopi där såväl fördelar som nackdelar med ett androgynt unisexsamhälle diskuteras. Den tillhör inte författarens mest kända, även om den pekar fram emot så kända verk som Ursula K. Le Guins Mörkrets vänstra hand.[källa behövs] Novellen The Man Who Lost the Sea (The Magazine of Fantasy and Science Fiction 1959) förebådade 1960-talets new wave inom science fiction, med det tema om inner space som J.G. Ballard snart skulle framstå som banérförare för.

### Senare skapande
I september 1962 ägnade The Magazine of Fantasy and Science Fiction ett speciellt hyllningsnummer åt Sturgeon. Här presenterades den långa novellen When You Care, When You Love som första delen i en ny planerad roman bestående av tre länkade noveller. Novellens tema hade, enligt senare uppgifter, upptagit Sturgeon sedan 1950. Tanken var att skriva en roman om hur en död människa återskapas biologiskt och psykologiskt av en sörjande kär vän genom att förses med liknande upplevelser som originalet. Denna tanke kunde nu ges ny form genom nya spekulativa rön inom genetiken. Men den romanen blev aldrig avslutad. 1960-talet betraktas av kritiker som en tyst period för Sturgeon, men det är inte helt sant. Han tvingades till en hel del brödskriveri, men Harlan Ellison rekommenderade honom också till Star Trek-serien där Sturgeon kom att skriva två manus. Den första var Shore Leave (#15). I Amok Time (#30) förses den tidigare så torrt logiske Spock med ett passionerat sexualliv. Sturgeon formulerade också den vulkanska hälsningen med en höjd hand och delade fingrar samt den kända frasen "Live long and prosper".
Vistelsen tillsammans med Harlan Ellison gav också upphov till den mycket kända novellen If All Men Were Brothers, Would You Let One Marry Your Sister.
Liksom Arthur C. Clarke och Isaac Asimov ansågs Sturgeon ha lämnat science fiction, men liksom dessa återkom han i 1970-talets början, och publicerade en rad noveller, av vilka Slow Sculpture vann såväl Hugopriset som Nebula Award som bästa novell 1970. Han dog 1985 i lungfibros.

### Verk i urval
Anmärkning: Om det inte står "roman" är boken en novellsamling. Flera av böckerna har utkommit i många upplagor, ibland förkortade. Somliga noveller förekommer flera gånger. Listan gör inte anspråk på fullständighet vad gäller i synnerhet senare samlingar. Listan är kronologisk, inte alfabetisk.
- Without Sorcery, Prime, Philadelphia, 1948. Roman. Förkortad i pocket som Not Without Sorcery, Ballantine 1961.
- The Dreaming Jewels, Greenberg, New York 1950. Roman. (Även som The Synthetic Man.
- E Pluribus Unicorn, Abelard, New York, 1953.
- More Than Human, Farrar Strauss and Young, New York 1953. Roman (av 3 hopsatta berättelser).
- Caviar, Ballantine 1955.
- A Way Home, Funk Wagnall, New York 1955. (Utg. Groff Conklin)
- A Touch of Strange, Doubleday 1958.
- The Cosmic Rape, Dell 1958. (Romanversion av novellen To Marry Medusa.)
- Aliens 4, Avon 1959.
- Venus Plus X, Pyramid 1960. Roman.
- Beyond, Dell 1960.
- Some of Your Blood, Ballantine 1961 Roman (vampyrtema).
- Voyage to the Bottom of the Sea, Pyramid 1961. (Efter filmen.) Roman.
- Sturgeon in Orbit, Pyramid 1964.
- The Joyous Invasions, Gollancz, London 1965.
- Starshine, Pyramid 1966.
- The Worlds of Theodore Sturgeon, Ace 1972.
- To here and the Easel, Gollancz, London 1973.
- Case and the Dreamer, Nelson Doubleday 1974.
- The Golden Helix, Dell 1979.

### Utgivet på svenska
- Novellen Hurkeln är ett lyckligt djur i E.N. Tigerstedt (red) Morgondagens Äventyr, en antologi naturvetenskapliga framtidsnoveller Natur & Kultur Stockholm 1953.
- Mer än människa. (More Than Human. Öv. K. G. Johansson och Gunilla Dahlblom.) Kindbergs 1980.
- De drömmande stenarna. (The Dreaming Jewels. Öv. Sam J. Lundwall.) Sam J. Lundwall Fakta & Fantasi 1987.
- Noveller i Häpna!, Galaxy, Jules Verne-Magasinet, Nova science fiction.